# Фемтоскопия
Фемтоскопия — измерение размеров объектов c размерами порядка одного ферми. Методы фемтоскопии основаны на определении из экспериментов корреляционной функции между сечениями вылета (зависящими от импульсов) двух вылетающих из малой области пространства элементарных частиц. Считается, что корреляционная функция равна 1 для частиц, вылетающих независимо друг от друга и не равна 1 для взаимодействующих, коррелированных частиц. Согласно принципу Паули, в одном месте может находиться только одна частица с полуцелым спином. Согласно принципу Бозе, вероятность нахождения в одном месте двух частиц с целым спином удваивается. Экспериментальным путём получают зависимость корреляционных функций от импульса для пар вылетающих из одной области частиц. Значения импульса, при которых корреляционная функция начинает отклоняться от 1, согласно принципу неопределённости Гейзенберга, соответствуют размеру области, из которой вылетают частицы.

## История
Впервые метод использования интерференции бозонов (квантов видимого света) был предложен в 1956 году Брауном и Твиссом для определения размеров звёзд и называется по их именам методом Брауна-Твисса. В 1960 году американский физик Г. Гольдгабер и его сотрудники экспериментально нашли максимум корреляционной функции для двух пионов при их относительно малом импульсе и объяснили его бозе-эффектом. В 1972 году советские физики Г. И. Копылов и М. И. Подгорецкий предложили использовать для изучения размеров и формы области взаимодействия особенности поведения корреляционной функции при малых импульсах.